# 京都市子育て支援総合センターこどもみらい館

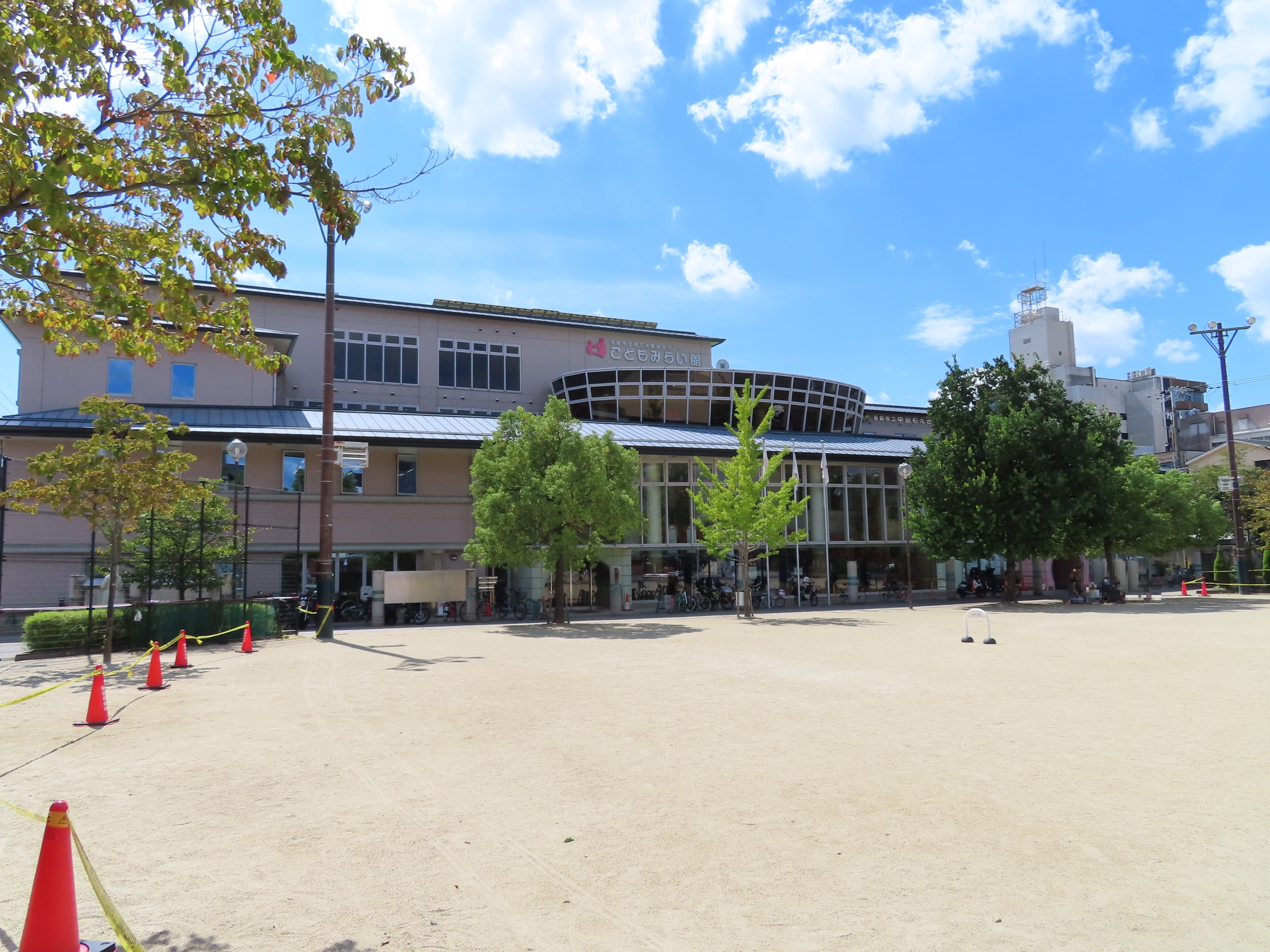
外観（2020年9月撮影）

座標: 北緯35度0分55.8秒 東経135度45分40.9秒 / 北緯35.015500度 東経135.761361度京都市子育て支援総合センターこどもみらい館（きょうとしこそだてしえんそうごうセンターこどもみらいかん）は京都市中京区にある「子育ての支援に資する事業を総合的に行う」施設。館長は絵本作家の永田萌である｡

## 概要
1999年に、京都市中京区間之町通竹屋町下る楠町601番地の1にて開館した。保育所・幼稚園、私立・市立・国立の垣根を越えた「共同機構」としての取組を行っているところに特色がある。1日平均1300人前後、年間約40万人の利用がある。
京都市中心部では、小学校統合によりさまざまな跡地利用が行われたが、この施設も竹間小学校の跡地利用である。
幼稚園を併設している。当該幼稚園は、市立幼稚園の統合幼稚園である。

## 施設
- こども元気ランド
- 相談室
- 子育て図書館
- 会議室
- 研修室

## 交通アクセス
- 京都市営地下鉄烏丸線 丸太町駅から徒歩3分
- 京都市営地下鉄烏丸線・東西線 烏丸御池駅から徒歩7分